# Julie Hagerty
 Julie Hagerty (ur. 15 czerwca 1955 w Cincinnati w stanie Ohio) – amerykańska aktorka.
Największą popularność przyniosły jej role w komediach Czy leci z nami pilot? (1980) oraz Spokojnie, to tylko awaria (1982). Później nie odniosła spektakularnych sukcesów, choć stworzyła kilka ciekawych ról i grała w filmach największych reżyserów, jak: Woody Allen, Robert Altman czy Oliver Stone.

## Wybrana filmografia
- Czy leci z nami pilot? (1980) jako Elaine Dickinson
- Spokojnie, to tylko awaria (1982) jako Elaine Dickinson
- Seks nocy letniej (1982) jako Dulcy
- Zła diagnoza (1985) jako Liz Parker
- Zagubieni w Ameryce (1985) jako Linda Howard
- Poza terapią (1987) jako Prudence
- Ogary Broadwayu (1989) jako Lady Harriet MacKyle
- Co z tym Bobem? (1991) jako Fay Marvin
- Czego nie widać (1992; znany także pod tytułem Poza sceną) jako Poppy Taylor
- Chłopcy będą chłopcami (1997) jako Emily Clauswell
- Droga przez piekło (1997) jako Flo
- Mel (1998) jako Bonnie
- Tam i z powrotem (1998) jako Bess
- Tylko miłość (1999) jako Liza
- Opowiadanie (2001) jako Fern Livingstone
- Luźny gość (2001) jako Julie Brody
- Odznaka (2002) jako Felicia
- Męska rzecz (2003) jako Dorothy Morse
- Zostańmy przyjaciółmi (2005) jako Carol Brander, matka Chrisa
- Adam i Steve (2005) jako Sherry
- Pizza (2005) jako Darlene
- Ona to on (2006) jako Daphne Hastings
- Młody geniusz (2007) jako nauczycielka
- Wyznania zakupoholiczki (2009) jako Hayley

Gościnnie pojawiła się w serialach telewizyjnych: Murphy Brown, Ostry dyżur, Wszyscy kochają Raymonda, Prawo i bezprawie, CSI: Kryminalne zagadki Las Vegas, Zwariowany świat Malcolma, Obrońca.